# Sasja Filipenko
Sasja Filipenko (belarusiska: Саша Філіпенка), född 12 juli 1984 i Minsk, Sovjetunionen, är en belarusisk författare som skriver på ryska och belarusiska.

## Biografi
Filipenko föddes i Minsk. Han påbörjade studier i klassisk musik (cello och bas), men övergick sedan till att studera litteratur vid Sankt Petersburgs universitet i Ryssland och avlade en magisterexamen 2009. Mellan 2009 och 2011 arbetade han som journalist vid den statliga ryska TV-kanalen Pervyj Kanal där han bland annat skrev manus för Strålkastarljus på Paris Hilton(en) (Прожекторперисхилтон; Spotlight of Paris Hilton), en satirisk pratshow. Han övergick därefter till TV-kanalen Dozjd.
Filipenko skriver på ryska och belarusiska och har hittills (2021) publicerat sex romaner som alla har sin utgångspunkt i historiska eller samtida livsöden och baseras på författarens egen forskning i arkiv. Filipenko har inte tillåtits att bli publicerad i Belarus, och har skrivit debattartiklar om situationen där i tidningar som Svenska Dagbladet, Süddeutsche Zeitung, Frankfurter Allgemeine och Neue Zürcher Zeitung.
Sasja Filipenkos ställning i Belarus försämrades allvarligt sedan han kring årsskiftet 2020/21 i ett öppet brev till René Fasel, president för den internationella ishockeyfederationen, påtalat missförhållanden i Belarus. Detta bidrog till att Belarus inte fick vara värd för världsmästerskapet i ishockey för herrar 2021 som istället anordnades i Riga i Lettland. Filipenko hotas i Belarus med över tjugo års fängelse, och lever numera (2022) i exil i Tyskland.
Sasja Filipenkos bok Krasnyj krest (2017) gavs ut på svenska 2021 med titeln Röda korset. Recensenten Ulrika Knutson beskrev boken som en pedagogisk och gripande berättelse om den åldrade Tatiana med grymma erfarenheter från Stalins terror. Fiktionen kompletteras med åtskilliga autentiska fakta och dokument om bland annat Sovjetstatens isande likgiltighet under andra världskriget inför krigsfångar som betraktades som landsförrädare. Boken beskrevs av skribenten Boris Minaev(ru) som "en roman om ett liv där öden för miljoner människor knyts samman".